# Robert Élie
Robert Élie (Montréal, 5 avril 1915- Montréal, 19 janvier 1973) est un romancier, essayiste et dramaturge québécois.

## Biographie
Il obtient un baccalauréat ès arts du Collège Sainte-Marie de Montréal en 1935 et fait des études de lettres à l'Université de Montréal et de littérature anglaise et d'histoire à l'Université McGill. 
Dès sa sortie du collège, il se joint à ses amis de  La Relève : Hector de Saint-Denys Garneau, Jean Le Moyne, Paul Beaulieu et Claude Hurtubise et publie dans cette revue de nombreux articles et des poèmes.
Reporter et critique dramatique au quotidien Le Canada (1940-1941), puis critique d'art à La Presse (1941-1943), il entre ensuite à Radio-Canada comme rédacteur au Service de l'information (1943-1947). En 1947, il fonde la revue Architecture, bâtiment, construction. De retour à la Société d'Etat en 1949, il y occupe successivement les postes de directeur adjoint, puis de directeur des services de presse et d'information pour le Québec
En 1950 parait son premier roman, La fin des songes, qui obtient le prix David. Un second roman, Il suffit d'un jour, est publié en 1957.
Robert Elie est nommé directeur de l'École des beaux-arts de Montréal en 1958, et promu en 1961 à la Direction de l'enseignement des arts de la province de Québec. Conseiller culturel de la Délégation générale du Québec à Paris (1961-1966), il est ensuite directeur du Secrétariat spécial du bilinguisme rattaché au Conseil privé à Ottawa (1966-1968). En 1968, il devient directeur de l'expansion au Musée des beaux-arts de Montréal et, en 1970, directeur adjoint du Conseil des arts du Canada, poste qu'il occupait encore au moment de son décès, le 19 janvier 1973.
L' œuvre de Robert Elie, où percent de constantes préoccupations humaines, montre le Citoyen en quêtes de solutions par la voie souvent difficile, car libre, du dialogue.
Le fonds d'archives de Robert Élie est conservé au centre d'archives de Montréal de Bibliothèque et Archives nationales du Québec.

## Œuvre
Robert Élie, Œuvres, Cité de La Salle, Hurtubise HMH, 1979, 867 p.

### Romans
- La Fin des songes (1950)
- Il suffit d'un jour (1957)

### Théâtre
- L'Étrangère (1954)
- La Jeune Fille ravie (1956)
- La Place publique (1964)

### Essai
- Borduas (1943)

## Honneurs
- 1950 - Prix David
- 1955 - Membre de la Société royale du Canada